# Classe Pillau
La classe Pillau est une classe de croiseurs légers construit pour la Kaiserliche Marine peu avant le début de la Première Guerre mondiale. Seuls deux navires, le SMS Pillau et le SMS Elbing, furent conçus par le chantier naval Schichau-Werke de Dantzig.

## Conception
À l'origine, les navires Pillau et Elbing étaient deux commandes passées en 1912 par la marine impériale russe. Commandés sous le nom de Muravyov Amursky et de Admiral Nevelskoy, ils sont mis sur cale au chantier Schichau-Werke de Danzig en 1913. Les deux navires sont réquisitionnés par la marine allemande le 5 août 1914 et renommés respectivement Pillau et Elbing. Ils sont mis en service en décembre 1914 et septembre 1915 dans la Hochseeflotte.

### Caractéristiques générales
Les navires avaient une longueur de flottaison de 134,30 mètres et une longueur hors-tout de 135,30 mètres, un faisceau de 13,60 mètres et un tirant d'eau de 5,98 mètres à la proue et 5,31 mètres à la poupe. Ils déplaçaient 4 390 tonnes en charge nominale et 5 252 tonnes à pleine charge. Leurs coques ont été construites avec des armatures en acier longitudinales. Les coques ont été divisées en seize compartiments étanches et incorporent un double fond, s'étendant sur 51% de la longueur de la quille.
L'équipage comprenait 21 officiers et 421 hommes d'équipage. Ils embarquaient plusieurs navires plus petits, dont un navire-piquet, une barge, deux yawls et deux dinghy. Les croiseurs étaient assez manœuvrables mais lents en virage. Ils avaient un rayon de braquage serré, ne perdant que très peu de vitesse dans une mer agitée.

### Machinerie
Ils étaient propulsés par deux turbines à vapeur, alimentées par un système mixte de six chaudières à tubes d’eau Yarrow au charbon et quatre chaudières Yarrow au mazout, réparties en trois cheminées sur la ligne médiane du navire. Les croiseurs embarquaient 580 tonnes de mazout et 620 tonnes de charbon au maximum. Les turbines entraînaient une paire d'hélices à trois pales d'un diamètre de 3,50 m. Sa puissance était de 30 000 chevaux-vapeur (22 400 kW), produisant une vitesse de pointe de 27,5 nœuds (50,9 km/h), et une autonomie de 4 300 milles marins (8 000 km) à 12 nœuds (22 km/h). Ils étaient équipés de trois turbo-générateurs d'une puissance combinée de 360 kW (480 ch) à 220 volts.

### Armement
De base, les navires auraient dû être armé de 8 canons à tir rapide L / 55 de 130 mm (en) et 4 canons L / 38 de 63 mm de conception russe. Après leur saisie par la marine allemande, l'armement prévu a été révisé en vue d'une standardisation avec les nouveaux croiseurs allemands. Le canon standard SK L / 45 de 105 mm utilisé sur les croiseurs allemands précédents a été envisagé, avant d'être abandonné au profit d’une arme de plus gros calibre. Leur armement définitif se composait de 8 canons de 150 mm SK L/45 (8 x 1) montés sur un socle ; deux étaient placés côte à côte en avant sur le gaillard, quatre au milieu du navire (deux de chaque côté), et deux en tourelles superposées à l'arrière. Ils furent les premiers croiseurs légers allemands équipés de ce canon. Ces canons tiraient un obus de 45 kg à une vitesse à la bouche de 840 mètres par seconde. Leurs cadences étaient de 4,5 obus/min. Les canons avaient une altitude maximale de 30 degrés, ce qui leur permettait d'engager des cibles jusqu'à 17 600 mètres. Ils disposaient de 1 024 cartouches de munitions, pour 128 obus par canon. Initialement, leur armement secondaire se composait de 4 canons de 5,2 cm SK L/55 (en), rapidement remplacés par 2 canons antiaériens de 88 mm SK L/45 (2 x 1). Ces canons tiraient des obus de 10 kg à une vitesse à la bouche de 750 à 770 m/s, pour une cadence de 15 obus/min. Leur portée était de 11 800 mètres à 45 degrés. Les navires comprenaient également 2 tubes lance-torpilles de 500 mm, embarquant des torpilles de 500 mm G7. D'une charge de 195 kg, leur portée étaient de 4 000 mètres à 37 nœuds (68,5 km/h) et 9 300 mètres à 27 nœuds (50 km/h). Les tubes étaient montés sur le pont au milieu du navire (ou immergés dans la quille du côté de la bordée selon une autre source). Les navires de la classe emportaient à bord jusqu'à 120 mines marine.

### Blindage
Comme ils avaient été commandés et conçus pour la marine russe, les navires ne possédaient pas de ceinture blindée de flottaison, contrairement aux modèles allemands contemporains. Le château avait des côtés de 75 mm (3 pouces) d'épaisseur et un toit de 50 mm (2 pouces) d'épaisseur. Le pont était recouvert d'une plaque de blindage de 80 mm (3,1 pouces) d'épaisseur à l'avant, réduite à 20 mm (0,79 pouce) à l'arrière. Les traverses inclinées d’une épaisseur de 40 mm (1,6 pouce) offraient une mesure de protection sur la partie supérieure des flancs du navire. Le blindage des magasins était de 80 mm d'épaisseur et les tourelles protégées par une plaque de blindage de 50 mm d'épaisseur.

## Historique

### Pillau
Opérant principalement en mer Baltique et en mer du Nord, il participe en août 1915 à la bataille du golfe de Riga contre la marine russe. Du 31 mai au 1er juin 1916, il prend part à une action importante à la bataille du Jutland au cours duquel il est légèrement endommagé. Il assiste le croiseur de bataille SMS Seydlitz, gravement endommagé, à atteindre le port le 2 juin après la fin de la bataille. Le Pillau participe également à la seconde bataille de Heligoland, avant d'être affecté à l'opération finale prévue de la Hochseeflotte dans les dernières semaines de la guerre, mais une mutinerie à grande échelle annula l'opération.
Après la fin de la guerre, il est cédé à l'Italie au titre d'indemnité de guerre. Il sert dans la Regia Marina à partir de 1924 sous le nom de Bari. Reclassé croiseur éclaireur en 1929, il est réarmé et participe à la Seconde Guerre mondiale, opérant principalement au large de la Corse et du Monténégro. Bombardé par l'USAAF dans le port de Livourne le 28 juin 1943, il coule en eau peu profonde deux jours plus tard, avant d'être renfloué pour être démoli en 1948.

### Elbing

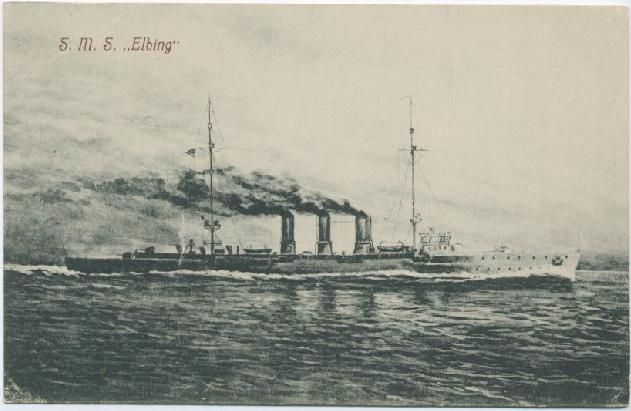
Le SMS Elbing représenté sur une carte postale de l'époque.

L'Elbing n'a participé qu'à deux opérations majeures au cours de sa carrière. Le premier est le bombardement de Yarmouth et de Lowestoft en avril 1916 au cours duquel il engagea brièvement la Force de Harwich. Un mois plus tard, il participe à la bataille du Jutland. Il est lourdement engagé dans des combats confus dans la nuit du 31 mai au 1er juin, et peu après minuit, il touche accidentellement le cuirassé Posen, trouant sa coque. Les inondations ont noyé les moteurs et les générateurs électriques du navire, le rendant ainsi immobilisé et sans électricité. Vers 2 heures du matin, un torpilleur allemand a secouru la majeure partie de l'équipage. Les hommes restants ont sabordé l'Elbing avant de rejoindre un cotre et d'être secouru par un vapeur néerlandais.